# Randal's Monday
Randal's Monday es un juego de aventura gráfica y point and click de comedia oscura, lanzado en 2014.
El juego tiene la peculiaridad de romper la cuarta pared con el jugador.

## Historia
- Un día en un planeta donde las cosas están llegando a su fin un repartidor Randal Hicks (Jeff Anderson) conoce a una chica malvada llamada Sally (Melanie Bond) y su amigo Matt (Martin T. Sherman) en un bar bebiendo unos pares de cerveza. Randal le pregunta a Matt acerca de su boda con Sally mientras ella va a buscar algunas copas  Matt le dice a Randal que tiene un anillo de compromiso para dárselo a Sally, curiosamente ese anillo desprende un toque misterioso. Después de 5 rondas los 3 quedan totalmente borrachos por lo que Matt va a fuera con ganas de vomitar. En ese momento Sally le dice a Randal que se fije en lo que le está pasando. Matt entra al bar en donde se le cae la billetera por lo que sin darse cuenta Randal la agarra. Al día siguiente ya que es lunes Randal se despierta en su apartamento y luego se entera de que alguien le esta golpeando la puerta y al escuchar la voz se entera de que es el Sr Marconi, le pide que le page el alquiler a lo que Randal se hace el tonto para no saber nada, después hablan de Mortimer un compañero de piso de Randal. Tras esto Randal le dice a Mortimer sobre el Sr Marconi, Mortimer le responde con gruñidos a lo que Randal no le entiende su idioma, Randal se va a las escaleras de auxilios y se cruza con la Sra. Grosser y un gato en donde escucha una voz diciéndole que esta maldito en esta parte el jugador debe crear el palo de escoba con un pato de juguete ya creado esto Randal logra abrir la escalera con la percha-pato extensible y se va para abajo ahí se encuentra con un vagabundo diciéndole de porque iba a estar maldito a lo que Randal no le interesa. El vagabundo le entrega una cuchilla de afeitar oxidada y Randal se va al metro yéndose al trabajo ya que el trabaja en una mensajería. En el metro Randal le dice a la operadora que le de un bono para el metro pero esta no lo escucha ya que esta distraída con una consola y descifrando un crucigrama ,el debe distraer a la operadora tirándole el teléfono ya tirado el teléfono le aplica una gota de pegamento en donde la operadora pone el teléfono en su lugar y luego llama a emergencias en donde la operadora intenta agarrar el teléfono pero no se da cuenta de que esta pegado y se cae y se desmaya dándose un golpe en la cabeza con el teléfono. Ya desmayada Randal se sube al molinete sin pagar pero es descubierto por un oficial llamado Murray que lo interroga por pasar sin un bono por lo que Randal saca la manija y liberando un globo terráqueo grande. Luego de eso finalmente Randal llega a su trabajo llegando tarde y se encuentra con su jefe en donde le dice que a echo con la llave por lo que Randal le dice una tontería pero luego su jefe los despide. Sin trabajo Randal se va afuera y su jefe le arroja una radio rota y este se va a una casa de empeños y Mel que es el dueño del local le dice que le daría todo el dinero por ese anillo que Randal tiene, luego Sally llama a Randal y le dice que algo le a pasado a Matt entonces el decide ir rápido al departamento de su amigo y se pelea con un agente y se entera de que Matt a muerto en su cocina Los problemas comienzan cuando Randal descubre que, en el interior de esa cartera, está el anillo de compromiso que Matt le iba a entregar a su chica. Desgraciadamente para él, Randal no es famoso por devolver las cosas que acaban en su poder y además, nuestro héroe está pasando apuros económicos y pronto cambiará el anillo por un montón de dinero. Por supuesto, no contaba con que el valor de ese anillo no puede pagarse con billetes y, Matt no dudará ni un instante en suicidarse por el simple hecho de haberlo perdido. Finalmente Randal es llevado a la cárcel y tras escaparse de la cárcel regresa a su departamento y se encuentra con Matt vivo en el sofá de Randal y después Randal sube a la terraza del departamento y se cruza con Sally y con 4 esqueletos que uno de ellos es la muerte y se entera de que Sally es un demonio y ella se entera de que a vendido el anillo que Matt le iba a dar a ella. Entonces las calaveras están dispuestos a ayudarlo y salvar a su amigo y repetir lo que pasó la esa noche donde estaban bebiendo. Randal le dice a Matt que no beba y este va en busca de los vasos y se cruza con Sally cambiando los ojos de color negros amenazando a Randal de que no le arruine el día y permitiéndole que Matt no beba tanto por lo que luego de varias rondas Sally agarra la jarra a Matt y se la introduce de cerveza por lo que este le dan ganas de vomitar, Randal va a fuera y se encuentra a Matt vomitando como desde el principio del juego y ya que se le cae la billetera Randal se la devuelve y se escucha que Sally explota. Al día siguiente Randal se despierta y ve a Matt desayunando en su sofá con un bol de cereales y donde termina el juego.

## Jugabilidad
El juego se basa en una serie de rompecabezas' conjeturas'. El juego contiene referencias a medios como Portal, The Twilight Zone, The Shawshank Redemption, Back To The Future, Super Ghouls' n Ghosts, The Office y Fraggle Rock. El juego tiene diferentes líneas de color de diálogo y énfasis en el humor, como los juegos clásicos LucasArts de SCUMM.

## Trama
La trama gira en torno a un personaje llamado Randal, un sociópata que tiene cleptomanía aguda, él se queda atascado en un bucle de Groundhog Day. El humor oscuro del juego ha sido comparado con el de  Hector: Badge of Carnage.

## Desarrollo
Randal's Monday fue el primer videojuego de Nexus Game Studio.
Jeff Anderson, que hizo de Randal, describió el juego como un homenaje a los primeros títulos de LucasArts 2D. Mientras que este juego contiene un personaje llamado Randal, no tiene ninguna relación con el personaje de las películas Clerks and Clerks II, también llamado Randal e interpretado por Anderson.

## Recepción crítica
El juego tiene una calificación en Metacritic del 57% basado en 30 críticas.
PC Gamer escribió: "Randal's Monday se equivoca terriblemente, confundiendo enrevesado y loco por divertido y lógico hasta el punto de ser tedioso e irritante para jugar incluso con una guía en el juego para cuando ya has tenido suficiente". Mientras tanto, IGN dijo que "Randal’s Monday tiene una premisa inteligente que merece mejor tratamiento que en esta cruda y desconcertante aventura". GameSpot concluyó:"Randal's Monday es una adoración ciega a los héroes que ignora décadas de teoría del diseño y deja un desagradable regusto gracias a su reparto completamente desagradable y homogéneo".